# Dohle-Nunatak
Der Dohle-Nunatak ist ein Nunatak im ostantarktischen Mac-Robertson-Land. In den Prince Charles Mountains ragt er zwischen Mount Gleeson und Mount Gibson auf. Im Wesentlichen besteht er aus zwei kleinen Gipfeln, die durch einen Bergkamm miteinander verbunden sind.
Das Antarctic Names Committee of Australia benannte ihn am 8. Mai 1971 nach Cliff Dohle (1936–2009), Hubschrauberpilot bei den Vermessungsarbeiten in den Prince Charles Mountains bei den Australian National Antarctic Research Expeditions im Jahr 1971.